# كأس هونغ كونغ 2012–13
كأس هونغ كونغ 2012–13 (بالصينية: 2012–13年香港足總盃) هو موسم من كأس هونغ كونغ. كان عدد الأندية المشاركة فيه 10، وفاز فيه نادي كيتشي.